# Nucșoara de Sus
Nucșoara de Sus – wieś w Rumunii, w okręgu Prahova, w gminie Poseștii. W 2011 roku liczyła 713 mieszkańców.